# Frank Miller (violoncel·lista)
Frank Miller (5 de març, 1912 - Skokie, Illinois, 6 de gener, 1986) va ser un violoncel·lista principal i director musical, la carrera professional del qual va durar més de mig segle.
Miller va estudiar al Curtis Institute of Music, amb Felix Salmond, i als 18 anys es va unir a l'Orquestra de Filadèlfia. Les seves estades més llargues van ser violoncel·lista principal de l'Orquestra Simfònica de la NBC i de l'Orquestra Simfònica de Chicago, i director de l'Orquestra Simfònica d'Evanston. Un segment de 1950 de Miller tocant el violoncel a "The Swan" del Carnavals dels Animals amb una orquestra a "The Voice of Firestone" es mostra de vegades a "Classic Arts Showcase".

## Carrera
- 1930–1935: Als 18 anys, Miller es va unir a l'Orquestra de Filadèlfia, sota la direcció de Leopold Stokowski.[1][3]
- 1935–1939: es va unir a la Simfònica de Minneapolis com a violoncel·lista principal sota la direcció d'Eugene Ormandy,[3] també actuant com a director associat.[1]
- 1939–1954 Va ser el violoncel·lista principal de l'Orquestra Simfònica de la NBC, sota el director Arturo Toscanini.[1][3]
- 1957–1959: Casals Festival Orchestra a Puerto Rico, amb Pau Casals.[4]
- 1959–1985: va ser el violoncel·lista principal de l'Orquestra Simfònica de Chicago.[1][5]
- 1962-1984: Va ser el director musical de l'Orquestra Simfònica d'Evanston.[6]
- 1964: va cofundar els "Savoyaires", un grup dedicat a interpretar les operetes Gilbert i Sullivan a la costa nord de Chicago, amb l'escriptora Lilias Circle.[7]

També va ensenyar a la Universitat DePaul de Chicago.